# Edward T. Hall
Edward Twitchell Hall, Jr., född 16 maj 1914, död 20 juli 2009, var en amerikansk forskare och antropolog. Han är känd för att ha lanserat begreppet proxemics och sin forskning om social sammanhållning och människors personliga sfärer i olika kulturer. Hall var en influerade Marshall McLuhan och Buckminster Fuller.

## Inflytande
Enligt Nina Brown var Halls arbete så banbrytande att det skapade en mängd andra områden för forskning. Ett av de mest eftertraktade ämnena inom antropologi är en idé som först introducerades av Edward Hall: Anthropology of Space. Sedan åtminstone 1990 har han ofta erkänts för sin roll när det gäller att introducera icke-verbala aspekter av kommunikation, speciellt proxemiker, studiet av den sociala användningen av rymden, undersökningen av kommunikation mellan medlemmar i olika kulturer.  Till exempel kommenterade Robert Shuter, en välkänd interkulturell kommunikationsforskare: "Edward Halls forskning speglar regimen och passionen hos en antropolog: en djup hänsyn till kultur utforskad huvudsakligen med deskriptiva, kvalitativa metoder. . . Utmaningen för interkulturell kommunikation ... är att utveckla en forskningsinriktning och undervisning agenda som återvänder kultur till främste och återspeglar rötter området som representeras i Edward Hall tidiga forskning."
- Symbolisk interaktion

## Böcker
- The Silent Language (1959)
- The Hidden Dimension (1966)
- Den fjärde dimensionen i arkitektur: inverkan av att bygga på beteende (1975, medförfattare till Mildred Reed Hall)
- Beyond Culture (1976)
- Livets dans: tidens andra dimension (1983)
- Handbok för proxemisk forskning
- Dolda skillnader: Att göra affärer med japanerna
- An Anthropology of Everyday Life: An Autobiography (1992, Doubleday, New York)
- Förstå kulturella skillnader - tyskar, franska och amerikaner (1990, Yarmouth, Maine)
- Väster om trettiotalet. Upptäckter bland Navajo och Hopi (1994, Doubleday, New York etc. )